# Jack Staff
Jack Staff è un super eroe britannico creato dal fumettista Paul Grist nel 2000 e pubblicato inizialmente per la sua casa di produzione indipendente Dancing Elephant Press. Dal 2003 il personaggio viene pubblicato dalla Image Comics. Il personaggio indossa un costume che riprende la bandiera del Regno Unito, la Union Jack e usa come arma un'asta che può essere caricata da energia elettromagnetica. L'intento dell'autore inglese è quello di creare un eroe britannico che trae ispirazione dai più celebri super eroi statunitensi, ma mantenendo intatte il suo background storico-culturale. Intorno al personaggio si sviluppa inoltre un vasto universo narrativo dove trovano spazio super eroi e personaggi che traggono ispirazione sia dai comic book USA, sia dal fumetto e dal folklore della Gran Bretagna.
Jack Staff è un super eroe che si è distinto nella Seconda guerra mondiale ed è rimasto in attività fino agli anni ottanta, per poi sparire misteriosamente dalla cronaca. Ricompare però nei primi anni duemila, apparentemente è immortale oppure non è la stessa persona ad indossare il suo costume. Intorno a lui ruotano diversi misteri, antiche minacce, una pletora di eroi, villain e personaggi che spesso, nel fumetto, rubano la scena allo stesso protagonista. 

## Biografia del personaggio

### Jack Staff: EVerything used to be in black & hite
(Becky Burdock, la reporter vampiro)
Jack Staff è un super eroe britannico che diviene famoso a livello internazionale durante il secondo conflitto mondiale quando entra a far parte del team The Freedom Fighters composto oltre a lui dal celebre patriota e combattente americano Sergents States, Blazing Glory e Tommy Twister. Il luogo dove opera Jack Staff non è però Londra o una grande metropoli, ma un paese di provincia di nome Catletown. Durante la Battaglia d'Inghilterra il posto viene fortemente colpito dai bombardamenti della Luftwaffe. In seguito ad uno di questi attacchi i Freedom Fighters sono sul luogo per aiutare i soccorsi alla popolazione colpita e a fare da modelli per le foto propagandistiche. Mentre si muovono tra le macerie scoprono una strana botola che una volta aperta libera una moltitudine di pipistrelli. Il primo a calarsi e Sergent States  il quale nei tunnel sotto la città scopre l'esistenza di un'antica minaccia, un essere demoniaco in grado di tramutarsi in una gigantesca ombra a forma di pipistrello, afferma di chiamarsi Templar Richard, colui che si nutre del sangue e delle anime. Apparentemente i quattro combattenti sembrano avere la meglio su di lui il quale trafitto nella zona del cuore torna a prendere le sue sembianze umane. Si tratta di un guerriero vestito da crociato il quale probabilmente ha portato da oriente questa maledizione e sta agendo nell'ombra da secoli.
Dopo la fine della guerra Jack Staff compare ancora sporadicamente fino agli anni ottanta per poi sparire per sempre. Intorno al duemila la giornalista Becky Burdock è ossessionata dalla sua figura e da che fine abbia fatto colui che veniva nominato Il più grande eroe della Britannia. Tra l'altro nello stesso periodo Castletown è flagellata da una serie di morti che vede le vittime prosciugate del loro sangue e con il collo spezzato. Sembra essere riemersa una minaccia da tempo dimentica, quella del vampiro Templar Richard. Questo chiama in causa la sezione Q, un gruppo di tre investigatori composto da Helen Morgan, Ben Kulmer e Harry Crane, sono gli "Investigatori dell'Inspiegabile". Parallelamente si mettono alla caccia del probabile vampiro anche Bramble & Son, un duo formato da padre e figlio i quali danno la caccia ai vampiri da decenni. Il padre è stato ispirato a votarsi a questa missione dopo che aveva seguito i Freedom Fighters nel sottosuolo della città fono ad essere testimone della battaglia con Templar Richard. Nel momento del bisogno Jack Smith (alter ego di Jack Staff), ancora vivo e giovane torna ad indossare il suo costume da super eroe e mentre sta indagando si imbatte nell'ultima vittima del vampiro, si tratta dell'investigatrice Helen Morgan. Mentre è sulla scena del crimine viene scovato da Becky che ha sentito un urlo provenire da quel vicolo. La giornalista lo fotografa sopra il cadavere della malcapitata, ha la prova che Jack Staff è ancora vivo e potrebbe essere l'assassino. L'urlo viene captato anche dai sensibili sensori del moderno eroe di Castletown: il super eroe in armatura chiamato Tom Tom The Robot Man. Jack viene preso di sorpresa con un attacco dall'alto e consegnato alla polizia. Il suo rilascio è però immediato grazie all'intervento della CIA e del celebre Sgt. States che si trova in Inghilterra, una delle tappe del suo tour mondiale dopo la sua miracolosa resurrezione. Il Combattente Americano era stato infatti dato per morto negli quaranta, il suo è stato caso archiviato come disperso in azione. In realtà, stando alla versione ufficiale, il suo corpo è rimasto congelato nei ghiacci finché non è stato ritrovato e riportato in vita. Ma la verità è un'altra, il suo corpo è stato posseduto dal vampiro Templar Richard prima di essere ucciso nella sua precedente incarnazione quando aveva affrontato i Freedom FIghters nel sottosuolo di Castletown. In questi decenni è stato protetto dal Governo statunitense che lo ha mandato in missione nelle zone di guerra dove poteva cibarsi del sangue dei nemici della "Democrazia". Inizialmente si presenta a Jack in maniera amichevole, ma ben presto rivela la sua natura e tra i due vi è un combattimento nel quale interviene in maniera determinante Tom Tom The Robot. Jack riesce a trafiggerlo, ma anche in questo caso intervengono gli agenti della CIA che insabbiano il caso e portano via il corpo di Sgt.States, pronto nuovamente a risorgere e a soddisfare la sua sete di sangue sotto la protezione della U. S. Army, pronta ad utilizzarlo come super soldato vampiro. Prima dello scontro con Jack, la nuova incarnazione di Templar aveva però avuto modo di colpire un'altra vittima, la giornalista Becky Burdock, alla quale però non spezza il collo e quindi diviene lei stessa un vampiro. Sulle sue tracce c'è la coppia Bramble & Son che riesce a rintracciarla. Il padre vorrebbe ucciderla, ma il figlio Harold è infatuato da lei e siccome ha mantenuto la personalità precedente la trasformazione, convince il genitore a risparmiarla.
Le conseguenze del ritorno di Jack Staff nell'anno 2002 e la nuova sfida con Templar Richard creano un Effetto farfalla che sconvolgerà la tranquilla vita della cittadina di Castletown. La giornalista Becky Burdock non tiene nascosta la sua vera natura ma diviene famosa come Vampire Reporter. Questo però richiama nel paese oscure forze demoniche quali il misterioso Shadow e i suoi cani infernali. Questi le intima di unirsi a lui o la eliminerà. Tom Tom The Robot viene gravemente danneggiato durante lo scontro con Sgt.States/Templar Richard e quando Jack Staff apre l'armatura vi trova al suo interno una ragazzina, che porta furtivamente in ospedale senza svelare il suo segreto. Il fatto non sfugge però a Doc Tempest, la nemesi di Tom Tom e presto attacca l'inerme adolescente per avere la sua rivincita. Maldestramente rimane gravemente ferito dalla sedia a rotelle su cui si trova la sua presunta vittima, dimostrando la sua incapacità di gestire i poteri sulle condizioni atmosferiche e una vanagloriosa autostima, che lo porta sempre inevitabilmente alla sconfitta. The Spider dopo anni di inattività ritorna in azione chiedendo l'aiuto di Jack Staff per catturare un suo imitatore che compie atti criminali con il suo costume e ponendo la sua firma sui suoi misfatti. Jack Staff decide di aiutarlo, ma cade in una trappola dell'anziano Signore del Crimine che riesce a farlo incolpare di una tentata rapina. L'ispettore Maveryck è ben lieto di poter arrestare (per la seconda volta) il super eroe britannico da lui considerato un vigilante fuorilegge incurante dei valori che il suo costume rappresenta. A scagionarlo dalle accuse arriva la rediviva Helen Morgan (del dipartimento "Q") la quale ha la prova che The Spider ha manipolato Jack Staff per farlo arrestare. Quando l'eroe britannico chiede spiegazioni sulla sua presunta resurrezione Helen dichiara di portare al collo un frammento della misteriosa Pietra Valiant (trovata in un meteorite) che permette alla sezione "Q" di riportala in vita. Tra l'altro offre a Jack la possibilità di unirsi a loro, ma per ora lui rifiuta, anche se Castletown è colpita nuovamente da un serial killer. Ha già colpito in diverse città del Regno Unito ed ha la caratteristica di lasciare le vittime senza più nessun muscolo. I sospetti cadono sullo scrittore Ian M. Angel che si trova in città per promuovere il suo nuovo romanzo The Jigsaw Man la cui storia narra di un assassino con lo stesso modus operandi. L'ispettore Maveryck lo porta in centrale per interrogarlo, ma lui si professa innocente e non ci sono prove contro di lui. Helen intuisce che dietro i macabri omicidi vi sono eventi sovrannaturali. In seguito ad uno squilibrio tra i confini che delimitano la nostra realtà da altre dimensioni (di cui ci ha avvertiti The Druid), il personaggio del libro sta facendo breccia dalla realtà immaginaria del suo scrittore a quella dei lettori. Grazie all'intervento dello stesso The Druid e di Jack Staff, riescono ad individuare l'entità che sta prendendo corpo. Il Druido però riesce a dissolverlo ritrasformandolo in un cumulo di pagine del libro di Angel. Il Maestro di arti occulte si rivolge a noi lettori chiedendo il nostro aiuto per ripristinare l'equilibrio tra le realtà, ma girando la pagina del fumetto, svanisce. Eventi ancora più sinistri potrebbero accadere nel futuro di Castletown.
Tra questi vi è il ritrovamento, nel 2002, da parte di John Smith di una cassa mentre stava lavorando come muratore in un sito di costruzione affidato alla sua impresa edile. Si tratta di un oggetto cha pare risalire al XIX secolo. John lo comunica alla reporter Becky, la cui apertura diviene un'esclusiva per il suo giornale The World Press. Il redattore Garret ne organizza un evento mondano dove chi, tra gli invitati, sarà in grado di indovinarne il contenuto, vincerà 10 mila sterline. Tra gli invitati interviene Morlan the Mystic, esperto nelle arti divinatorie e autore degli oroscopi per il giornale, lo stesso John Smith, Mister Chinard (l'originale The Spider), la modella Lynda Jones, Doctor Spex (dotato di occhiali a Raggi X e diverse personalità dell'elite della città. Prima che inizi la cerimonia di apertura vengono a mancare le luci ed entra in azione un misterioso villain dal nome The Claw, un essere invisibile e di cui si vede solo un grande guanto metallico che copre una mano e l'avambraccio, l'oggetto fonte dei suoi poteri. Ad avere la meglio nel caos che ne deriva è The Spider che ruba la somma messa in palio e scappa. Nella concitazione la cassa si apre e rivale al suo interno un uomo, ancora vivo, che afferma di essere Charlie Raven, il più grande escapologo dell'Età vittoriana. In seguito a delle ricerche sulla storia inglese si scopre che un famoso escapologo con quel nome è realmente vissuto, ma è improvvisamente scomparso nel 1877 mentre si trovava a Castletown per un'esibizione. Afferma di essere stato tratto in trappola da una donna divenuta immortale, in quanto prosciuga le persone della loro energia vitale. Dopo averlo sedato e usato ai suoi scopi lo rinchiuse in quella casa, ma lui era ancora vivo ed ha usato le sue incredibili capacità per entrare in uno stato di trance che lo ha tenuto come ibernato per 125 anni. La storia non risulta credibile e Raven viene per ora rinchiuso nella sezione psichiatrica di un ospedale. John però confessa a Becky di credere alla sua storia e che, lui stesso, ha assistito alle sue stupefacenti performance. Questa rivelazione sconvolge la reporter e comincia ad interrogarsi da quanto sia in vita l'alter ego di Jack Staff. D'altra parte lei stessa è ora immortale visto che è un vampiro, ormai ciò che accade a Castletown non può più essere spiegato con la semplice ragione o la scienza moderna.
La donna che ruba il tempo, prosciugando il periodo residuo di vita degli esseri umani, esiste realmente, come sostenuto da Charlie Raven. Se ne erano perse la tracce perché lei stessa, subendo un'amnesia, si era dimentica delle sue origini (generatasi da una Sanguisuga Temporale) e dei suoi poteri rigenerativi. Ha cominciato così un lento invecchiamento, che l'ha portata a vivere in una residenza per anziani a Castletown. Quando casualmente la sua mano tocca quella di John Smith è pervasa da un'energia temporale che comincia a ringiovanirla e le ritorna la memoria. John non si accorge di nulla, qualsiasi altro uomo sarebbe stata prosciugato di ogni energia vitale, ma quella che alimenta il corpo di Jack Staff sembra inesauribile. Questo potrebbe spiegare la sua apparentemente resilienza verso il passare del tempo e l'invecchiamento. La donna diviene ossessionata da questo individuo che per lei potrebbe diventare una sorta di batteria inesauribile. Mentre lo segue in una banca viene però riconosciuta da Raven, ora in libertà e che le sta dando la caccia insieme alla reporter Becky. I due si affrontano e a peggiorare la situazione intervengono dei ladri per una rapina. John Smith, nei panni di Jack Staff, riesce a risolvere la situazione anche se viene rinchiuso nel caveau della banca, insieme a Maveryck, Raven e la donna/sanguisuga temporale. Nessuno crede a Raven quando rivela le vera natura dell'apparentemente innocua signorina. Durante la fuga dal caveau della banca che si inonda d'acqua,  la donna sviene e l'eroico Jack Staff interviene per la respirazione bocca a bocca. L'energia temporale che fluisce tra i due è talmente strabordante che la donna sembra frantumarsi in mille pezzi. Nessuno riesce a darsi una spiegazione dell'accaduto, ma il Time Leech che l'ha generata non è morto, ma ha modo di riformarsi nella sua forma originaria all'interno del flusso temporale, impercettibile agli occhi umani. Il fatto è catalogato come un altro dei numerosi bizzarri avvenimenti che hanno attraversato Castletown dal ritorno di Jack Staff, e finora sono passati solo due mesi dalla sua ricomparsa.

### Jack Staff: Soldiers
Il secondo volume (pubblicato da Image a colori) si concentra sugli esperimenti condotti dal Governo Britannico per creare quella che viene definita "ultimate weaponory weapon", non un'arma tecnologica, ma un esercito di potenziali Supersoldati. Il progetto iniziato ormai oltre cento anni fa durante le guerre franco prussiane è stato un fallimento arrivando di fatto ad aver successo (pare) in una sola occasione ovvero la creazione di Jack Staff. Il secondo titolo di copertina è alquanto significativo: "Questa è la storia di cosa è successo alla nuova generazione di Soldati. Più volte il progetto è stato chiuso, ma ad ogni nuova generazione di politici guerrafondai è venuta la tentazione (per avidità, potere e gloria) di riaprilo. In questo caso ci troviamo di fronte alla sua ultima rifondazione ovvero la Unit D degli anni sessanta che vedeva al comando Il Capitano Hawkes, il Comandante Marlowe e il Comandante Hawkes, l'unico membro femminile e probabilmente la più coscienziosa dell'intero progetto. La lo loro prima creazione è stata fallimentare e ha raso al suolo metà della cittadina di Castletown tanto da passare alla storia con il nome di Terremoto, nato anche da una manipolazione dei media che l'hanno attribuita a cause naturali indipendenti dai folli esperimenti dell'esercito britannico che dovrebbe invece proteggere i suoi cittadini. Si trattava di un soldato a cui veniva iniettato un siero che lo aveva trasformato in un mostro dalla super forza, fermato un ventennio fa da Jack Staff e da Tom Tom the Robot. Il nome di questa sorta di Hulk era Hurricane. Non si tratta però dell'unico risultato catastrofico per l'apparato militare/industriale, un altro esempio è Shock un essere che si nutre di energia elettromagnetica e torna ad agire nei primi anni duemila alla contemporanea ricomparsa del vero super soldato britannico ovvero Jack Staff coadiuvato da Tom Tom the Robot. Con l'aumentare del suo potere capace di assorbire parte dell'energia dell'intera Inghilterra ha però perso anche la sanità mentale. Anche in quest'epoca per fermarlo è necessario il team-up Jack Staff/Tom Tom. Fortunatamente la sezione Unit D è stata però definitivamente chiusa da diversi anni.

## Co-protagonisti, alleati e nemici delle avventure di Jack Staff
- Becky Bardock: giovane reporter del giornale The World Press è una giornalista intraprendente che per prima si interessa della scomparsa di Jack Staff che era sparito da circa vent'anni. Spesso è in contrasto con il suo redattore G. Skinner, ma questo non gli impedisce di seguire i casi che le interessano. La sua caparbietà la portano ha scoprire (e fotografare) la sua riapparizione dopo decenni. Questo avviene proprio nel momento in cui la città pare essere colpita nuovamente da una serie di delitti compiuti dal vampiro Templar Richard. Becky divine uno dei suoi bersagli, ma non viene uccisa, il suo morso però la trasforma in un vampiro. Nonostante questo mantiene però la personalità che aveva da essere umano.
- The Freedom Fighters: team di super eroi, di cui ha fatto parte Jack Staff, attivi durante la Seconda Guerra Mondiale. Sono formati da Sgt.States (il super soldato degli USA), Jack Staff (il più grande eroe britannico), Tommy Twister e Blazing Glory. Tommy Twister è un adolescente di quattordici che ha il potere di generare tornado. Grazie a questo super potere è stato reclutato nonostante la giovane età.
- Q: un team di investigatori il cui scopo è far luce su casi più bizzarri e soprannaturali che si possano verificare. Sono definiti come I guardiani dei cancelli tra reale e irreale o Gli investigatori dell'inspiegabile. I casi a cui si dedicano sono classificati come Question Marks Crimes (con chiaro riferimento a X-Files) da cui il loro nome in codice, semplicemente "Q". Quando Templar Richard pare tornato a mietere vittime il team è formato da tre memberi: Helen Morgan, Ben Kulmer, Harry Crane. Durante le indagini però Helen diviene una vittima e perde la vita a causa del vampiro. Era stata lei a reclutare Harry Crane, il quale ha il dono/maledizione di avere la visione di fatti già accaduti o in taluni casi lo spirito di persone defunte.
- Detective Inspector Maveryck: è l'ispettore capo del dipartimento di polizia di Castletown. Si definisce un old fashion copper (ovvero "un poliziotto vecchio stile"). All'inizio del suo incarico non credeva negli eventi sovrannaturali e non si fida degli eroi mascherati. Quando però incontra Helen Morgan della sezione Q e si trova di fronte ad caso di omicidio causato da uno specchio che porta in una dimensione parallela le sue certezze vacillano. In quel caso lui stesso attraversa lo specchio e si trova di fronte ad una versione alternativa di se stesso che cerca di ucciderlo. Il ritorno a Castletwon del vampiro Temaplar Richard (da lui considerato una leggenda urbana) e l'apparizione dopo decenni di Jack Staff cambiano completamente il suo modo di affrontare i casi più o meno bizzarri che colpiscono la sua giurisdizione.
- Bramble and Son: si sono soprannominati Vampire Hunters (o "Cacciatori di Vampiri") e portano avanti la loro caccia da decenni. Il padre e fondatore Albert Bramble ha visto la sua casa e famiglia distrutta dai bombardamenti durante la Battaglia d'Inghilterra, ma era stato salvato dalle macerie da Sgt.States, presente sul luogo insieme ai The Freedom Fighters. Nello stesso giorno ha modo di assistere il team di eroi fronteggiare la minaccia del vampiro Templar Richard ed eroicamente si getta nella battaglia per aiutare i suoi eroi. Da allora è consapevole che i vampiri non sono un mito, ma esistono realmente e sono presenti a Castletown e in Inghilterra. Comincia così la sua caccia alla quale, col tempo, si aggiunge anche il figlio Harold.
- The Druid: personaggio enigmatico e dai poteri mistici che è consapevole di essere all'interno di un fumetto e quindi, rompendo la quarta parete, si rivolge direttamente al lettore come se fosse un protagonista della stessa storia che sta leggendo. Ci avverte che :«Ho bisogno del vostro aiuto to ripristinare uno sfasamento cosmico. Questo fumetto può salvare la realtà. Dobbiamo collegarci e unire le nostre menti attraversando il confine tra i mondi. Abbiamo bisogno di stabilire tre punti di contatto». A questo seguono delle istruzioni, ma viene fermato da due infermieri che lo sedano e lo rinchiudono in una camicia di forza. Il suo corpo fisico trova ricoverato in quello che sembra un ospedale psichiatrico. Il personaggio si ispira al super eroe Marvel Doctor Druid, di origini irlandesi e creato da Stan Lee e Jack Kirby nel 1961. Si tratta di un precursore di quello che poi sarà Il supremo mago delle arti mistiche Dottor Strange (creato due anni dopo). Dottor Druid è un ex psicologo datosi allo studio delle arti occulte ed è un massimo esperto nell'ipnosi e manipolazione mentale. Nel The Druid di Paul Grist converge però anche il personaggio DC conosciuto come Psico-Pirata, nella sua versione Post-Crisis (dopo il 1986). Questo manipolatore delle emozioni si ritrova ad essere uno dei pochi personaggi dell'Universo DC ad essere consapevole dell'esistenza di più realtà, quelle che, prima di Crisi sulle Terre Infinte, formavano il primo multiverso DC. Da molti è creduto pazzo e viene rinchiuso nell'Arkham Asylum, lui però è consapevole e ossessionato dal fatto che la sua stessa realtà è osservata e scrutata da entità esterne, ovvero coloro che stanno leggendo il fumetto. Caratteristica che lo accomuna a The Druid.
- Unit D: Nel 1962 il Governo britannico visto il crescente numero di Super Croocks (o "super criminali") decide di formare un'unità speciale dedicata ad occuparsi di quei crimini che non sono gestibili dalle regolari forze di polizia. Il leader è Commander Hawkes scelto per le sue capacità si comando e per le azioni compiute per il Regno della Regina, durante le quali ha perso il braccio sinistro. L'agenzia per cui ha operato e il suo passato sono classificati. Gli altri membri sono Clive Norton (un ragazzo selezionato per il suo alto quoziente intellettivo), Peggy James (specialista nei sistemi di sorveglianza e spionaggio), Sandra Lee (esperta in armi), Russell Carthy (un genio in campo scientifico), Terry Stringer (addestrato nel combattimento corpo a corpo). A loro si è aggiunto come membro ausiliario anche Jack Staff. L'Unità D si rivela però non essere all'altezza del compito assegnatogli. Non riesce mai a catturare il Re delle Rapine denominato The Spider che riesce ad assestare i suoi colpi nell'arco di oltre vent'anni e la cui vera identità rimarrà un mistero (fino ai primi anni duemila). Dopo aver servito il paese per 24 anni la Unit D viene dissolta nel 1986 in seguito ad un'azione che ha colpito la Banca d'Inghilterra passata alla cronaca come Bank of England Bullion Raid.
- The Spider: soprannominato come Criminal Master Chief e il cui vero nome è Alfred Chinard. Ha compiuto diverse rapine tra gli anni sessanta e gli anni ottanta senza mai essere stato preso e nessuno ha mai saputo la sua vera identità. La Unità D (di cui ha fatto anche parte Jack Staff) è stata sulle sue tracce per anni senza riuscire a prenderlo. Smette di operare proprio nello stesso periodo in cui Jack Staff sparisce dalle scene. Con il ritorno all'azione del più grande eroe britannico anche The spider rientra in attività anche se si tratta di un imitatore. Il vero signore del crimine, che considera Jack Staff come la sua nemesi si presenta con la sua vera identità di Alfred Chinard a un incredulo John Smith e gli chiede di aiutarlo a catturare il nuovo The Spider. Ciò che Alfred non tollera è che questo nuovo criminale ha rubato una delle sue tute a esoscheletro e uccide le persone se necessario, un atto criminale che lui non ha mai compiuto. Vive in una casa isolata dove nel sottosuolo esiste ancora il suo nascondiglio equipaggiato di attrezzature una volta tecnologicamente avanzate e avrebbe voluto passare la sua terza età in serenità e senza più rapine. Il ritorno di Jack Staff e di un nuovo The Spider lo costringono ad uscire dal pensionamento. Da notare che una sezione simile alla D doveva già esistere ai tempi della secondo conflitto mondiale e probabilmente all'epoca vittoriana. Siamo in un periodo dove dietro la spinta delle ricerche naziste vi è una rincorsa allo sviluppo del super soldato, così come in casa Marvel si arrivò alla creazione di Capitan America. La creazione di Jack Staff è infatti precedente alla formazione della Unit D e prese parte attiva nelle due guerre mondiali.
- Charlie Raven: è il più grande escapologo dell'Età vittoriana, i suoi spettacoli sono famosi in tutto il Regno. Non c'è nessuna trappola o catena dalla quale non riesca a fuggire. Tra i suoi numeri più famosi vi è quello in cui si fa rinchiudere in una gabbia con una Tigre siberiana e quello di essersi fatto appendere incatenato sul Tamigi con una corda che prende fuoco. L'ispirazione per il personaggio è Harry Houdini che, anche se non di origine britannica, si era esibito nello stesso periodo con imprese simili a quelle di Raven. Bisogna però sottolineare che Paul Grist in una didascalia sul personaggio cita David Blaine, un illusionista nato nel 1973 a Brooklyn. Durante una tappa del suo tour a Casletown, nel 1877, Charlie Raven scompare e la memoria delle sue gesta si sbiadisce nel tempo. Viene ritrovato in una cassa da John Smith (nel 2002), mentre stava effettuando dei lavori edili per la sua impresa. Quando viene aperta Raven afferma di essere stato messo in trappola da una donna che si nutriva dell'energia vitale di altri esseri umani per mantenersi immortale. Tale energia equivale al tempo rimanente che separa un individuo dalla sua morte, ed è il tempo ciò di cui ha bisogno questo parassita in forma umana, originario di una dimensione metafisica formatasi dal flusso temporale. Dopo averlo sedato lo ha sotterrato in una cassa in quanto si sarebbe nutrito del suo "carica temporale", ma poi in seguito ad un'amnesia se ne dimentica. Raven non muore in quanto usa le sue incredibili capacità per rallentare metabolismo e respirazione andando in uno stato di ibernazione simile alla morte. La sua storia non convince la stampa e la Polizia che preferiscono rinchiuderlo in un ospedale psichiatrico per delle analisi psico-fisiche più approfondite. Ovviamente Raven riesce a fuggire dall'istituto, ma quando si ritrova tra le strade moderne di Castletown capisce di essere finito in una trappola dalla quale non potrà fuggire: il ventunesimo secolo.
- Time Leech: è una sanguisuga del tempo che viveva all'interno del flusso temporale e si nutriva del tempo generato dagli esseri umani con si metteva in contatto. Questi parassiti temporali agognano i momenti belli e felici della vita di un individuo. Questo è il motivo per cui quando si è sereni e ci si diverte il tempo vola (in realtà ci viene rubato), quando si soffre o non si è inattivi le giornate invece sembrano dilatarsi. Ai Time Leech non piace questo tipo di energia impregnata di malinconia o noia. La sanguisuga in questione aveva trovato un'anomalia nel flusso del tempo, un essere umano che vagava in stato comatoso. Ha subito percepito che la sua "energia temporale" era su una scala mai sentita prima e quindi ha cominciato a prosciugarla. Non riuscendo a fermarsi quella stessa carica lo ha disgregato facendolo esplodere come un palloncino. La consapevolezza della sanguisuga temporale è però rimasta ed ha cominciato a riformarsi solo che quando ha completato la sua nuova genesi si è ritrovata sulla Terra nel corpo di una donna. Gli è però rimasto il bisogno di nutrirsi del tempo residuo della vita degli umani. Charlie Raven è stato quindi una delle sue vittime designate, in quanto particolarmente dotato di questo fattore. Dopo averlo rinchiuso in una cassa la donna è però rimasta vittima di un incidente che gli ha fatto dimenticare le sue origini e suoi bisogni. Diventata vecchia e in punto di morte incontra casualmente John Smith al quale prende la mano e questo basta a ricaricarla riportandola giovane. Sembra che l'alter ego di Jack Staff abbia una "carica temporale" quasi inesauribile, il che equivale a renderlo pressoché immortale.
- Hurricane: in origine è un capitano dell'esercito inglese di nome Gaust il quale soffre di disturbo della personalità e improvvisi attacchi d'ira. Le sue capacità di combattente sono eccezionali, ma spesso offuscate dal suo stato mentale. Il comandante Malone, massimo responsabile della conduzione e sviluppo del Progetto H ha il compito di creare un nuovo super soldato, un'arma vivente (Weapon H) in grado di sovvertire gli esiti di una battaglia. Come soggetto sperimentale si azzarda a scegliere il Comandante Gaust per sottoporlo al trattamento di potenziamento comprensivo di particolari impulsi elettromagnetici e particolari sieri chimici. Il soggetto sopravvive e quando si infuria si trasforma in una versione mostruosa, molto forte e di fatto incontrollabile. Viene anche soprannominato "terremoto". Apparentemente la sua forza distruttiva non ha limiti e per errore la prova sul campo avviene proprio a Castletown dove (vent'anni fa) ha modo di affrontare per la prima volta Jack Staff. Questi riesce a riportarlo alla sua dimensione umana assorbendo e disperdendo la sua rabbia e l'insieme di impulsi elettro-chimici che lo hanno creato.
- Shock: probabilmente un altro tentativo di creare la Weapon H da parte della sezione sperimentale D negli anni sessanta, periodo della sua prima apparizione, ma sconfitto da Tom Tom The Robot Man uno dei maggiori protettori di CastleTowon in oltre trent'anni. Il potere di Shock di controllare e assorbire energia elettrica. Difatti viene soprannominato "il signore dell'elettricità. Un tale continuo sovraccarico di energia pare aver avuto una sorta di elettroshock al suo sistema nervoso rendendolo progressivamente più instabile e schizofrenico. Anche lui era scomparso per vent'anni per poi riappare nel presente con il ritorno di Jack Staff, catalizzatore spazio temporale che ha riportato nella cittadina di avvenimenti bizzarri e il ritorno di antiche nemesi. L'ultimo folle piano di Shock è di assorbire e rendere inattiva l'impianto di produzione di energia di Castletown e portare i suoi cittadini ad un inverno freddo e buio. Il primo a rendersi conto del degrado di Shock è il Commander Hawkes, ormai anziano, che si rende subito conto di quanto non sia più un criminale di secondo piano, ma è dominato dalla crudeltà, rabbia e mania di grandezza. Gli unici che lo possono fermare sono i supersoldati Jack Staff e Tom Tom The robot che era scomparso da 6 mesi e da alcuni dato per morto.
- Tom Tom The Robot, il super eroe per eccellenza di Castletown e attivo da decenni. Si tratta di eroe con una potente armatura, guidata al suo interno da un essere umano, chiaro riferimento all'Iron Man della Marvel Comics. Fu sviluppata da due scienziati esuli dalla Unit D, sono Russel Carthy e Sandra Lee. Erano marito e moglie con una figlia che all'epoca aveva 11 anni e si chiama Patricia. Tom Tom viene soprannominato "the cast iron championship" e viene inizialmente sviluppato come prototipo che doveva servire per l'esplorazione di ambienti ostili alla vita umana. Il loro laboratorio venne distrutto probabilmente da un incidente causato per motivi di spionaggio industriale. L'intera famiglia viene data per morta, ma Patricia sopravvive anche se perde l'uso delle gambe: riesce a salvarsi all'interno di Tom Tom, di cui, nonostante la giovane età, impara rapidamente il funzionamento, in quanto ha ereditato la genialità dei genitori. Nel presente è un'ultrasessantenne che si trova a combattere il crimine ed è un'alleata di Jack Staff. Non gode più della popolarità di un tempo, in quanto i magazine di gossip e scandalistici insinuano che una tale tecnologia potrebbe sfuggire al controllo di chi guida il potente robot.
- Commander Hawkes, direttore e co-fondatore della Unit D degli anni sessanta. Anche se ormai anziano non si tira indietro rispetto alle proprie responsabilità ed è il primo ad intervenire quando vi è il ritorno di Shock della cui creazione si sente colpevole così come di diversi altri criminali nati da quelle sperimentazioni. Ha perso il braccio sinistro, ma la sua arma è un guanto a forma di artiglio che indossa sull'altro braccio. Si tratta del mistico e potenziato The Claw. Non riesce a fermarlo, ma guadagna tempo perché vi sia il contrattacco di Tom Tom The Rbot e successivamente quello decisivo di Jack Staff.

## Contesto e ideazione
Paul Grist si forma come lettore e creatore di fumetti all'interno del variegato mercato britannico tra gli anni settanta e ottanta. Lo stesso autore sottolinea come nella sua madrepatria vi fosse (e in parte persiste) una ricca varietà di generi e soggetti trattati. Si trovano fumetti umoristici, fantascientifici, war comic, detective comic e altro. Ovviamente vi è anche il fumetto supereroistico, ma non è predominante come nel mercato statunitense, una presenza massiccia che per almeno fino agli anni novanta ha soffocato lo sviluppo di un più ampio spettro di generi e storie trattate. Per la sua prima serie regolare Paul scegli di puntare su un personaggio quale Kane, un detective la cui pubblicazione si dipana tra gli anni novanta e il 2001. Paul però non nega di aver da sempre avuto una certa fascinazione per quegli eroi in calzamaglia che compiono imprese rocambolesche e improbabili contro nemesi che spesso incarnano le paure più nascoste della società occidentale. Con la creazione di Jack Staff cerca di porre rimedio a quello che lui individua come uno «squilibrio culturale». I suoi piani per la serie sono ambiziosi in quanto intorno al personaggio che lui definisce Il più grande eroe della Britannia, vuole sviluppare un universo fumettistico che attinga dagli universi supereroistici degli USA (l'Universo Marvel e DC tra tutti), ma che allo stesso tempo si rifaccia al folklore, ai fumetti e ai personaggi della cultura britannica. Nonostante indossi un costume che ricorda la Union Jack e dovrebbe essere il più celebre e osannato supereroe della Gran Bretagna (al pari di un Capitan America o Superman), Jack è un eroe ormai dimenticato, visto con titubanza dai cittadini inglesi che non si entusiasmano troppo della sua presenza e magari trovano fuori luogo l'indossare la bandiera della loro gloriosa nazione come se fosse un costume da carnevale.
Paul Grist auto produce la prima serie di Jack Staff per la sua casa editrice indipendente Dancing Elephant Press a partire dal 2000. L'autore inglese cura ogni aspetto del fumetto, dai a testi alle matite, al lettering e le copertine. Questa prima serie è in bianco e nero, anche se Paul aveva da sempre voluto fare una serie a colori, tipica del genere supereroistico, necessaria a sua avviso per valorizzare il costume di Jack e l'aspetto dei personaggi bizzarri che popolano il suo universo narrativo. Il colore non viene però usato per diminuire i costi di una serie autoprodotta. Questa prima serie vede 12 albi distribuiti tra il 2000 e il 2003. Durante la realizzazione della prima serie, durante la lavorazione del n.8, Paul riceve un'e-mail inaspettata da parte del presidente della Image Comics Eric Stephenson che gli propone di portare il personaggio (finora di nicchia) nel parco testate del terzo polo fumettistico statunitense. La pubblicazione ha periodicità irregolare, dovuta alla lentezza con cui Grist crea ogni singolo albo, una caratteristica che è presente in tutte le serie in cui sarà impegnato come autore completo. La serie gli vale l'attenzione del terzo maggiore editore degli Stati Uniti, ovvero la Image Comics che gli offre la possibilità di pubblicare le storie del personaggio a partire dal 2003 con una pubblicità garantita sul prestigioso Previews del distributore Diamond Comic Distributors con la serie che godrà dei colori di Philip Elliot. Paul ne è entusiasta e per l'occasione viene lanciata una seconda serie (dal n.1) per attirare nuovi lettori e sottolineare i cambiamenti grafici. La serie prende il titolo Jack Staff: Soldiers dove l'autore introduce nuovi personaggi e diversi flashback sulla vita del personaggio. Il sottotitolo è illuminate: «Questa è la storia su cosa è successo alla nuova generazione di soldati» dove mette in evidenza gli esperimenti pseudo-scientifici per creare il super soldato del futuro attraverso il project H del dipartimento sperimentale Unit D per gli sviluppi di tecnologia bio-organica per creare una macchina da guerra definitiva (siamo negli anni sessanta). Grist ha una grande stima per Elliot un autore che ha coperto diversi campi nella lavorazione di un fumetto durante gli anni ottanta, da scrittore a disegnatore a colorista, settore in cui si è poi specializzato negli anni novanta.  I due sono entrambi britannici e hanno già collaborato nella raccolta di un volume di comic strip. Essendo compatrioti hanno modo di incontrarsi a discutere sull'opera (non tramite telefono o e-mail) perfezionando la loro collaborazione e contribuendo a costruire un'opera che soddisfa entrambi e la stessa Image. A questa segue una terza serie dal titolo The Weird World of Jack Staff e due albi spin-off. Con la Image, a tempi alterni la pubblicazione del personaggio prosegue fino al 2011. L'essere pubblicato dal più grande editore indipendente statunitense, anche senza i successi di vendite, porta Grist a divenire un autore di culto per molti appassionati, che gli riconoscono una grande capacità nell'intrecciare diverse storyline e delineare una moltitudine di personaggi che, all'interno di un'unica serie, riescono ad imbastire un mosaico narrativo variopinto e affascinante. Molti dei personaggi rappresentati sono derivativi o parodie di eroi Marvel o del fumetto britannico, di star della tv o celebri scrittori. Ad esempio Tom Tom The Robot si ispira a Robot Archie (eroe in armatura degli anni cinquanta pubblicato in UK), Bramble & Son allo show televisivo Steptoe and Son (trasmesso dalla BBC tra il 1962 e il 1974), Ian M. Angel allo scrittore Neil Gaiman (di cui il nome è un'anagramma), Morlan the Mystic si basa sulle fattezze di Alan Moore (autoproclamatosi un Maestro delle arti mistiche), Sgt.States è lo specchio di Capitan America di cui replica anche la storia che lo vede ibernato nei ghiacci per decenni. Lo stesso protagonista Jack Staff riprende costume e fattezze del super eroe Marvel Union Jack e come lui ha combattuto contro le Potenze dell'Asse, Jack Staff con i Freedom Fighters e Union Jack con gli Invasori. Bisogna però smentire le voci secondo le quali la serie di Jack Staff si basi su un progetto che Grist aveva proposto alla Marvel per Union Jack, poi rifiutato. Anche se indubbiamente l'ispirazione al personaggio dell'editore newyorkese è evidente, la storia del personaggio così come viene presentata sulle serie a lui dedicate nasce da idee nate ex-novo per l'opera.

## Opere

### Dancing Elephant Press
- Jack Staff (Vol.1) nn.1-12, Paul Grist (storia, disegni e copertine), serie regolare (conclusa), aprile 2020 - dicembre 2003.

### Image Comics
- Jack Staff (Vol.2) nn.1-20, Paul Grist (storia, disegni e copertine) - Phil Elliot (colori), serie regolare (conclusa), febbraio 2003 - maggio 2009.
- The Weird World of Jack Staff nn.1-6, Paul Grist (storia, disegni, copertine) - Bill Crabtree (colori), serie regolare (conclusa), sequel di Jack Staff Vol.2 febbraio 2010 - aprile 2011.